# (500568) 2012 UM65
(500568) 2012 UM65 es un asteroide perteneciente al cinturón de asteroides descubierto el 17 de septiembre de 2006 por el equipo del Spacewatch desde el Observatorio Nacional de Kitt Peak, Arizona, Estados Unidos.

## Designación y nombre
Designado provisionalmente como 2012 UM65.

## Características orbitales
2012 UM65 está situado a una distancia media del Sol de 3,178 ua, pudiendo alejarse hasta 3,609 ua y acercarse hasta 2,748 ua. Su excentricidad es 0,135 y la inclinación orbital 6,300 grados. Emplea 2070,20 días en completar una órbita alrededor del Sol.

## Características físicas
La magnitud absoluta de 2012 UM65 es 16,5. 